# 스티븐 브라이어

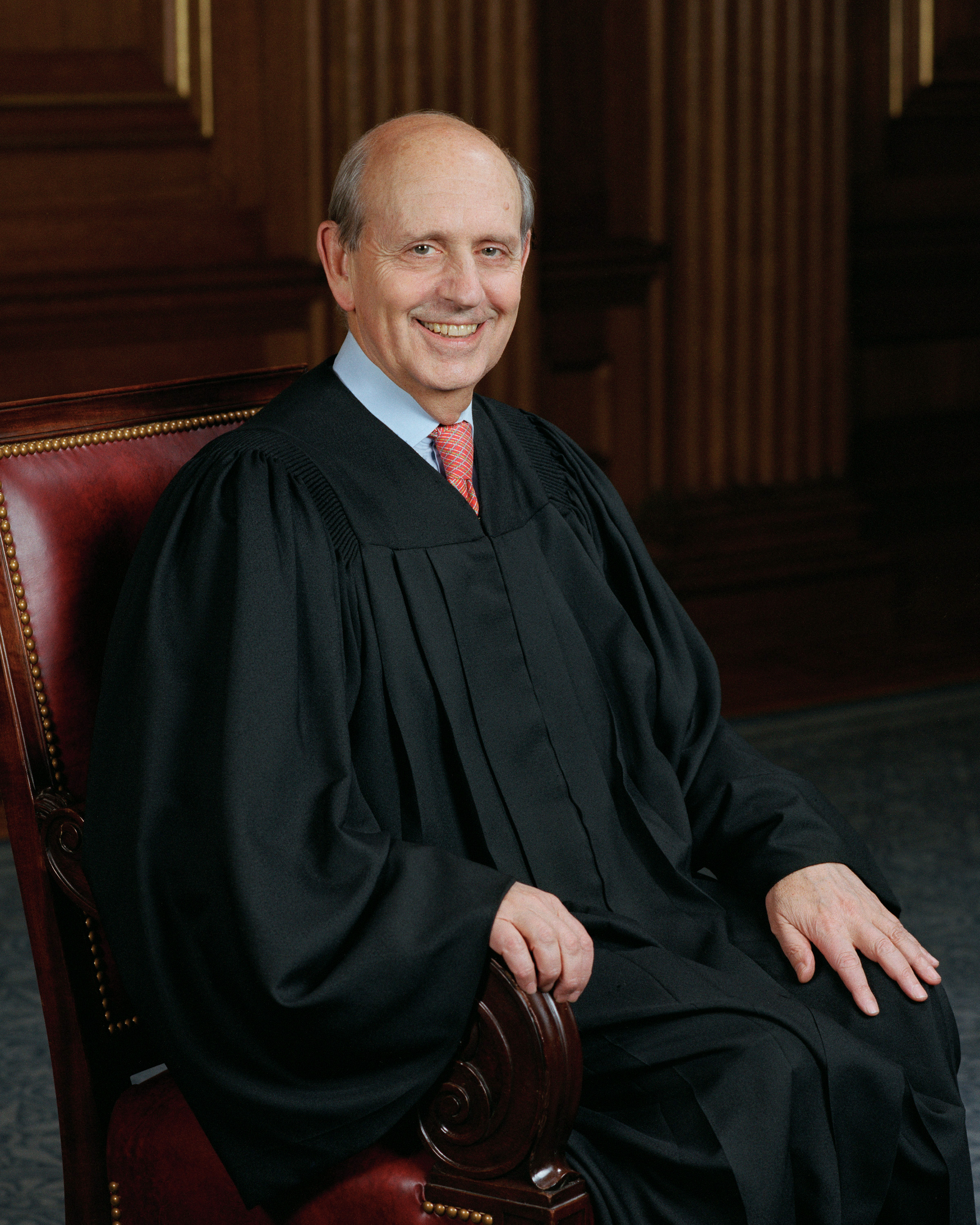
공식 초상화

스티븐 브라이어(Stephen Breyer, 본명: Stephen Gerald Breyer, /ˈbraaər/ BRY-ər; 1938년 8월 15일 ~ )는 1994년부터 2022년 은퇴할 때까지 미국 대법원의 부판사로 재직한 미국 변호사이자 법학자이다. 빌 클린턴 대통령에 의해 지명되었다. 은퇴한 해리 블랙먼 판사를 대신했다. 브라이어는 일반적으로 법원의 자유주의 측과 관련이 있다. 현재 하버드 로스쿨의 행정법 및 절차 분야 번 교수로 재직하고 있다.
샌프란시스코에서 태어난 브라이어는 마샬 장학생으로 스탠포드 대학교와 옥스퍼드 대학교를 다녔고, 1964년에 하버드 로스쿨을 졸업했다. 1964~65년에 아서 골드버그 부판사 밑에서 서기직을 맡은 후 브라이어는 법학 교수이자 강사로 재직했다. 1967년부터 1980년까지 하버드 로스쿨에서 근무했다. 행정법을 전문으로 하여 오늘날까지 사용되는 교과서를 집필했다. 대법원에 지명되기 전에 미국 독점금지 담당 법무차관 특별보좌관, 1973년 워터게이트 특별검찰군 특별검사보 등 다른 중요한 직책을 맡았다. Breyer는 1980년 연방 판사로 임명되어 연방 판사가 되었다. 미국 제1순회 항소법원에 제출했다. 2005년 저서 액티브 리버티(Active Liberty)에서 브라이어는 사법부가 정부 결정에 대중의 참여를 장려하는 방식으로 문제를 해결하도록 노력해야 한다고 주장하면서 법이론에 대한 자신의 견해를 체계적으로 전달하려는 첫 번째 시도를 했다.
2022년 1월 27일, 브라이어와 조 바이든 대통령은 브라이어의 대법원 퇴임 의사를 발표했다. 2022년 2월 25일, 바이든은 미국 컬럼비아 특별구 항소 법원의 판사이자 브라이어의 전 법률 서기 중 한 명인 케탄지 브라운 잭슨을 그의 후임으로 지명했다. 브라이어는 잭슨이 그의 뒤를 잇는 2022년 6월 30일까지 대법원에 남아 있었다. 브라이어는 마하노이 지역 교육구 v. B.L., 미국 대 라라, 오라클 대 구글과 같은 획기적인 대법원 사건에서 다수의 의견을 썼고 글로십 대 그로스와 같은 사건에서는 사형의 합헌성에 의문을 제기하는 주목할만한 반대 의견을 썼다.